# تپه پیرکهورد
تپه پیر کهورد مربوط به هزاره۲ تا سده‌های اولیه دوران‌های تاریخی پس از اسلام است و در شهرستان سیب و سوران، ۵۰۰ متری غرب شهر سیب واقع شده و این اثر در تاریخ ۱ اردیبهشت ۱۳۴۵ با شمارهٔ ثبت ۵۵۴ به‌عنوان یکی از آثار ملی ایران به ثبت رسیده است.